# Front algérien d'action démocratique
Le Front algérien d'action démocratique (FAAD) est une organisation créée par le service Action du Service de documentation extérieure et de contre-espionnage (SDECE), qui regroupe des militants dissidents du Mouvement national algérien (MNA) de Messali Hadj.

## Histoire
En août 1960, Michel Debré prescrit au SDECE de créer une organisation musulmane en métropole, puis en Algérie, qui utiliserait « les méthodes de la rébellion ». À cette fin, le Front algérien d'action démocratique (FAAD) fut créé officiellement le 11 avril 1961.
Ce mouvement s’inscrit dans la volonté pour le gouvernement français de créer une « troisième force », en provoquant une scission au sein du MNA, et en créant un mouvement politique anti-FLN.